# 1891
| [ Edytuj tabelę ]              | |
| Król Polski (tytularny)        | - 1881 Aleksander III Romanow 1894 |
| Emir Afganistanu               | - 1880 Abdur Rahman Chan 1901 |
| Współksiążęta Andory           | - 1879 Salvador Casañas i Pagès 1901 - 1887 Marie François Sadi Carnot 1894                                                               |
| Prezydent Argentyny            | - 1890 Carlos Pellegrini 1892 |
| Cesarz Austrii                 | - 1848 Franciszek Józef I 1916 |
| Król Bawarii                   | - 1886 Otto 1913 |
| Król Belgów                    | - 1865 Leopold II 1909 |
| Premier Belgii                 | - 1884 Auguste Beernaert 1894 |
| Prezydent Boliwii              | - 1888 Aniceto Arce 1892 |
| Prezydent Brazylii             | - 1889 Deodoro da Fonseca 1891 - 1891 Floriano Peixoto 1894                                                                               |
| Sułtan Brunei                  | - 1885 Hashim Jalilul Alam Aqamaddin 1906                                                                                                 |
| Car Bułgarii                   | - 1887 Ferdynand I Koburg 1918 |
| Premier Bułgarii               | - 1887 Stefan Stambołow 1894 |
| Prezydent Chile                | - 1886 José Manuel Balmaceda Fernández 1891 - 1891 Jorge Montt 1896                                                                       |
| Cesarz Chin                    | - 1875 Guangxu 1908 |
| Premier Czarnogóry             | - 1879 Božo Petrović-Njegoš 1905 |
| Król Czech                     | - 1848 Franciszek Józef I 1916 |
| Król Danii                     | - 1863 Chrystian IX 1906 |
| Premier Danii                  | - 1875 Jacob Brønnum Scavenius Estrup 1894                                                                                                |
| Dalajlama                      | - 1876 Thubten Gjaco 1933 |
| Władca Egiptu                  | - 1879 Taufik Pasza 1892 |
| Premier Egiptu                 | - 1888 Rijad Pasza 1891 - 1891 Mustafa Fahmi Pasza 1893                                                                                   |
| Prezydent Ekwadoru             | - 1888 Antonio Flores Jijón 1892 |
| Cesarz Etiopii                 | - 1889 Menelik II 1913 |
| Prezydent Francji              | - 1887 Marie François Sadi Carnot 1894 |
| Premier Francji                | - 1890 Charles de Freycinet 1892 |
| Król Grecji                    | - 1863 Jerzy I 1913 |
| Prezydent Gwatemali            | - 1885 Manuel Lisandro Barillas Bercián 1892                                                                                              |
| Prezydent Haiti                | - 1889 Florvil Hyppolite 1896 |
| Król Hawajów                   | - 1874 Kalākaua 1891 - 1891 Lydia Liliʻuokalani 1893                                                                                      |
| Król Hiszpanii                 | - 1886 Alfons XIII 1931 |
| Premier Hiszpanii              | - 1890 Antonio Cánovas del Castillo 1892                                                                                                  |
| Król Holandii                  | - 1890 Wilhelmina 1948 |
| Premier Holandii               | - 1888 Aneas Mackay 1891 - 1891 Gijsbert van Tienhoven 1894                                                                               |
| Prezydent Hondurasu            | - 1883 Luis Bográn Barahona 1891 - 1891 Ponciano Leiva Madrid 1893                                                                        |
| Szach Iranu                    | - 1848 Naser ad-Din Szah 1896 |
| Król Irlandii                  | - 1837 Wiktoria Hanowerska 1901 |
| Cesarz Japonii                 | - 1867 Mutsuhito 1912 |
| Premier Japonii                | - 1889 Aritomo Yamagata 1891 - 1891 Masayoshi Matsukata 1892                                                                              |
| Kalif                          | - 1876 Abdülhamid II 1909 |
| Premier Kanady                 | - 1878 John Macdonald 1891 - 1891 John Abbott 1892                                                                                        |
| Emir Kataru                    | - 1878 Kasim ibn Muhammad Al Sani 1913 |
| Prezydent Kolumbii             | - 1888 Carlos Holguín 1892 |
| Patriarcha Konstantynopola     | - 1887 Dionizy V 1891 - 1891 Neofit VIII 1894                                                                                             |
| Władca Korei                   | - 1863 Kojong 1907 |
| Prezydent Kostaryki            | - 1890 José Rodríguez Zeledón 1894 |
| Emir Kuwejtu                   | - 1866 Abd Allah II 1892 |
| Prezydent Liberii              | - 1884 Hilary Johnson 1892 |
| Książę Liechtensteinu          | - 1858 Jan II Dobry 1929 |
| Wielki książę Luksemburga      | - 1890 Adolf 1905 |
| Premier Luksemburga            | - 1888 Paul Eyschen 1915 |
| Sułtan Maroka                  | - 1873 Hassan I 1894 |
| Prezydent Meksyku              | - 1884 Porfirio Díaz 1911 |
| Książę Monako                  | - 1889 Albert I 1922 |
| Król Nepalu                    | - 1881 Prithvi 1911 |
| Premier Nepalu                 | - 1885 Bir Shumsher Jang Bahadur Rana 1901                                                                                                |
| Cesarz Niemiec                 | - 1888 Wilhelm II Hohenzollern 1918 |
| Kanclerz Niemiec               | - 1890 Leo von Caprivi 1894 |
| Prezydent Nikaragui            | - 1889 Roberto Sacasa 1891 - 1891 Ignacio Chaves López 1891 - 1891 Roberto Sacasa 1893                                                    |
| Król Norwegii                  | - 1872 Oskar II 1905 |
| Premier Nowej Zelandii         | - 1887 Harry Atkinson 1891 - 1891 John Ballance 1893                                                                                      |
| Sułtan Omanu                   | - 1888 Fajsal ibn Turki 1913 |
| Papież                         | - 1878 Leon XIII 1903 |
| Prezydent Paragwaju            | - 1890 Juan Gualberto González 1894 |
| Prezydent Peru                 | - 1890 Remigio Morales Bermúdez 1894 |
| Król Portugalii                | - 1889 Karol 1908 |
| Król Prus                      | - 1888 Wilhelm II 1918 |
| Car Rosji                      | - 1881 Aleksander III 1894 |
| Król Rumunii                   | - 1881 Karol I 1914 |
| Premier Rumunii                | - 1889 Gheorghe Manu 1891 - 1891 Ion Emanuel Florescu 1891 - 1891 Lascăr Catargiu 1895                                                    |
| Król Saksonii                  | - 1873 Albert I Wettyn 1902 |
| Prezydent Salwadoru            | - 1890 Carlos Ezeta 1894 |
| Kapitanowie Regenci San Marino | - 1890 Giuliano Belluzzi Pietro Ugolini 1891 - 1891 Pietro Filippi Federico Martelli 1891 - 1891 Antonio Michetti Pasquale Busignani 1892 |
| Król Serbii                    | - 1889 Aleksander Obrenowić 1903 |
| Prezydent Szwajcarii           | - 1891 Emil Welti 1891 |
| Król Szwecji                   | - 1872 Oskar II 1907 |
| Premier Szwecji                | - 1889 Gustaf Åkerhielm 1891 - 1891 Erik Gustaf Boström 1900                                                                              |
| Król Tajlandii                 | - 1868 Chulalongkorn 1910 |
| Król Tonga                     | - 1875 Jerzy Tupou I 1893 |
| Premier Tonga                  | - 1890 Siaosi Tukuʻaho 1893 |
| Sułtan Turków                  | - 1876 Abdülhamid II 1909 |
| Prezydent Urugwaju             | - 1890 Julio Herrera y Obes 1894 |
| Prezydent USA                  | - 1889 Benjamin Harrison 1893 |
| Prezydent Wenezueli            | - 1890 Raimundo Andueza Palacio 1892 |
| Król Węgier                    | - 1848 Franciszek Józef I 1916 |
| Premier Węgier                 | - 1890 Gyula Szapáry 1892 |
| Monarcha Wielkiej Brytanii     | - 1837 Wiktoria 1901 |
| Premier Wielkiej Brytanii      | - 1886 Robert Gascoyne-Cecil 1892 |
| Król Włoch                     | - 1878 Humbert I 1900 |

Rok 1891 / MDCCCXCI
stulecia: XVIII wiek ~
XIX wiek ~
XX wiek

dziesięciolecia:
1860–1869 •
1870–1879 •
1880–1889 •
1890–1899
• 1900–1909
• 1910–1919
• 1920–1929

lata: 1881 «
1886 «
1887 «
1888 «
1889 «
1890 «
1891
» 1892
» 1893
» 1894
» 1895
» 1896
» 1901

## Wydarzenia w Polsce
- 3 stycznia – ukazało się pierwsze wydanie Gazety Robotniczej.
- 1 maja – w Łodzi i Żyrardowie w trakcie manifestacji robotniczych doszło do starć z wojskiem, a następnie represji władz carskich.
- 2-3 maja – w Krakowie i Lwowie obchodzono uroczyście setną rocznicę uchwalenia Konstytucji 3 maja. Odbyły się pochody, manifestacje, przedstawienia teatralne i wystawy. Zaprezentowano m.in. obraz Jana Matejki Uchwalenie Konstytucji 3 maja.
- 2 czerwca – położono kamień węgielny pod budowę budynku Teatru im. Juliusza Słowackiego w Krakowie.
- 6 czerwca – powstało „Krakowskie Ochotnicze Towarzystwo Ratunkowe” jako pierwsze pogotowie na ziemiach polskich, a drugie - po wiedeńskim - w Europie.
- 21 listopada – rozpoczął działalność szpital psychiatryczny w Tworkach.
- Rozegrano pierwsze kolarskie mistrzostwa Królestwa Polskiego (organizator: Warszawskie Towarzystwo Cyklistów).
- Ukazał się pierwszy tomik wierszy Kazimierza Przerwy-Tetmajera pt. „Poezje”, który zwiastował nadchodzącą epokę młodej polski.

## Wydarzenia na świecie
- 1 stycznia – wprowadzono po raz pierwszy emerytury (Niemcy).
- 8 stycznia – Brytyjczyk, J.A. Brodie, wykonał pierwszą siatkę zakładaną na bramki boisk piłkarskich (wzór zastrzeżono patentem).
- 6 lutego – Antonio Starabba został premierem Włoch.
- 12 lutego – włoski astronom Elia Millosevich odkrył planetoidę Josephina.
- 13 lutego – w Londynie doszło do ostatniego z morderstw przypisywanych Kubie Rozpruwaczowi.
- 15 lutego – założono szwedzki klub piłkarski AIK Fotboll.
- 24 lutego – Brazylijski parlament uchwalił republikańską konstytucję.
- 5 marca – francuski astronom Auguste Charlois odkrył planetoidę (307) Nike.
- 6 marca – Johannes Steen został premierem Norwegii.
- 17 marca – brytyjski statek pasażerski SS „Utopia” zatonął po kolizji z okrętem wojennym w Zatoce Gibraltarskiej; zginęły 562 spośród 880 osób na pokładzie.
- 28 marca – w Londynie odbyły się I Mistrzostwa Świata w Podnoszeniu Ciężarów.
- 31 marca – francuski astronom Alphonse Borelly odkrył planetoidę (308) Polyxo.
- 23 kwietnia – wojna domowa w Chile: zwycięstwo floty rządowej nad flotą Kongresu w bitwie w Zatoce Caldera.
- 24 kwietnia – uruchomiono pierwszą linię tramwaju elektrycznego w niemieckim Halle.
- 3 maja – powstał duński klub piłkarski Vejle BK.
- 5 maja – na uroczystym otwarciu Carnegie Hall w Nowym Jorku orkiestrą dyrygował Piotr Czajkowski.
- 6 maja – Masayoshi Matsukata został premierem Japonii.
- 11 maja – podczas wizyty w Japonii przyszły car Rosji Mikołaj II został zaatakowany i ciężko zraniony w głowę szablą przez policjanta.
- 15 maja – papież Leon XIII ogłosił encyklikę Rerum novarum.
- 31 maja – we Władywostoku rozpoczęto budowę magistrali transsyberyjskiej.
- 13 czerwca – założono Muzeum Archeologiczne w Stambule.
- 16 czerwca – John Abbott został premierem Kanady.
- 26 czerwca – powstała najstarsza argentyńska partia polityczna Radykalna Unia Obywatelska (UCR).
- 13 lipca – pojawia się słowo neuron jako nazwa komórki nerwowej. Po raz pierwszy użył jej niemiecki anatom i patolog Heinrich Wilhelm Waldeyer.
- 27 sierpnia – sojusz francusko-rosyjski zawarty nie w formie oficjalnego układu, ale w drodze wymiany not dyplomatycznych. Konwencję wojskową podpisano 17 sierpnia 1892 (zalążek ententy).
- 1 października – został otwarty Uniwersytet Stanforda, wyższa uczelnia w Stanfordzie, w stanie Kalifornia, w USA.
- 17 października – otwarto Muzeum Historii Sztuki w Wiedniu.
- 28 października – w trzęsieniu ziemi w japońskich prowincjach Mino i Owari zginęło ponad 7 tys. osób.
- 23 listopada – pierwszy prezydent Brazylii Deodoro da Fonseca został zmuszony do ustąpienia ze stanowiska. Jego miejsce zajął dotychczasowy wiceprezydent Floriano Peixoto.
- 27 listopada – francuski astronom Alphonse Borrelly odkrył planetoidę Phaeo.
- 15 grudnia – nauczyciel wychowania fizycznego w Springfield James Naismith zorganizował pierwszy mecz wymyślonej przez siebie koszykówki.

## Urodzili się
- 1 stycznia – Charles Bickford, amerykański aktor (zm. 1967)
- 6 stycznia – Stanisław Gruszczyński, polski śpiewak operowy (tenor), aktor (zm. 1959)
- 8 stycznia – Bronisława Niżyńska, rosyjska tancerka, choreografka pochodzenia polskiego (zm. 1972)
- 9 stycznia – Józef Korczak, poeta, działacz niepodległościowy (zm. 1920)
- 13 stycznia – Michał Augustyn Pro, meksykański jezuita, męczennik, błogosławiony katolicki (zm. 1927)
- 14 stycznia:
  - Zygmunt Lorec, polski malarz, rysownik, akwarysta (zm. 1963)
  - Osip Mandelsztam, rosyjski prozaik, poeta pochodzenia żydowskiego (zm. 1938)
  - Alphonse Weicker, luksemburski piłkarz, bramkarz, bankier (zm. 1973)
- 15 stycznia:
  - Franz Babinger, niemiecki historyk, orientalista (zm. 1967)
  - Ray Chapman, amerykański baseballista (zm. 1920)
- 16 stycznia – Tadeusz Kasprzycki, polski generał dywizji, polityk, minister spraw wojskowych (zm. 1978)
- 18 stycznia – Justyn Maria Russolillo, włoski ksiądz, błogosławiony katolicki (zm. 1955)
- 22 stycznia – Pilar Villalonga Villalba, hiszpańska działaczka Akcji Katolickiej, męczennica, błogosławiona katolicka (zm. 1936)
- 28 stycznia:
  - Franciszek Kotus-Jankowski, polski działacz komunistyczny, Namiestnik Rzeszy, prezydent Gdańska (zm. 1958)
  - Jan Kozicki, polski matematyk (zm. 1979)
- 29 stycznia – Franciszek Gwiazda, polski działacz związkowy, prezydent Opola (zm. 1960)
- 5 lutego – Monta Bell, amerykański reżyser, scenarzysta i producent (zm. 1958)
- 6 lutego - Johanna Niederhellmann, niemiecka sufrażystka (zm. 1956)
- 12 lutego – Eugene Donald Millikin, amerykański polityk, senator ze stanu Kolorado (zm. 1958)
- 15 lutego – Dino Borgioli, włoski tenor (zm. 1960)
- 22 lutego – Józef Grad-Soniński, polski oficer, kawaler Orderu Virtuti Militari (zm. 1966)
- 23 lutego – Bolesław Fichna, polski działacz polityczny i adwokat (zm. 1945)
- 24 lutego:
  - Witold Budryk, polski inżynier górnictwa, wykładowca akademicki (zm. 1958)
  - Stefan Żbikowski, polski działacz komunistyczny, radziecki wojskowy (zm. 1937)
- 28 lutego – Roman Abraham, polski generał i prawnik (zm. 1976)
- 1 marca – Alfons Mazurek, polski duchowny katolicki, błogosławiony (zm. 1944)
- 2 marca:
  - Franciszek Bałdyga, powstaniec śląski, działacz społeczny (zm. 1975)
  - Józef Papeć, podpułkownik dyplomowany piechoty Wojska Polskiego, kawaler Orderu Virtuti Militari (zm. 1979)
- 4 marca:
  - Bolesław Jakubiak, polski oficer, kawaler Orderu Virtuti Militari (zm. 1940)
  - Kazimierz Żebrowski, polski hokeista (zm. ?)
- 8 marca – Eugeniusz Kulesza, polski marianin, męczennik, sługa Boży (zm. 1941)
- 12 marca:
  - Wiktoryn Kaczyński, polski pilot, oficer Wojska Polskiego (zm. 1986)
  - Wilhelm Reinhard, niemiecki pilot wojskowy, as myśliwski (zm. 1918)
  - Tadeusz Schaetzel, polski wojskowy, polityk, wicemarszałek Sejmu (zm. 1971)
- 15 marca - Laura Papo Bohoreta, jugosłowiańska pisarka (zm. 1942)
- 18 marca - Walter A. Shewhart, amerykański fizyk i statystyk (zm. 1967)
- 20 marca:
  - Edmund Goulding, brytyjski reżyser i scenarzysta filmowy (zm. 1959)
  - Gottfried Treviranus, niemiecki polityk (zm. 1971)
  - Zheng Yuxiu, chińska prawniczka i polityczka (zm. 1959)
- 22 marca – Bogusław Miedziński, polski podpułkownik, dziennikarz, polityk, minister, marszałek Senatu RP (zm. 1972)
- 1 kwietnia:
  - Clarence Norman Brunsdale, amerykański polityk, senator ze stanu Dakota Północna (zm. 1978)
  - Augustyn Thevarparampil, indyjski duchowny katolicki, błogosławiony (zm. 1973)
- 2 kwietnia – Max Ernst, niemiecki malarz, rzeźbiarz, grafik i pisarz (zm. 1976)
- 7 kwietnia:
  - Ole Kirk Christiansen, duński przedsiębiorca, producent zabawek, twórca fabryki klocków Lego (zm. 1958)
  - Eino Aukusti Leino, fiński zapaśnik (zm. 1986)
- 8 kwietnia – Leon Surzyński, polski lekarz, polityk, wicemarszałek Sejmu (zm. 1967)
- 13 kwietnia – Stanisław Helsztyński, polski historyk literatury, anglista (zm. 1986)
- 14 kwietnia – Jan Wacław Zawadowski, polski malarz (zm. 1982)
- 17 kwietnia – Monrad Wallgren, amerykański polityk, senator ze stanu Waszyngton (zm. 1961)
- 22 kwietnia:
  - Belle Bennett, amerykańska aktorka (zm. 1932)
  - Harold Jeffreys, brytyjski astronom, matematyk, geofizyk, statystyk (zm. 1989)
  - Jerzy Litewski, polski funkcjonariusz wywiadu, urzędnik konsularny (zm. 1980)
  - Teofil Ociepka, polski malarz prymitywista, teozof (zm. 1978)
  - Władysław Ponurski, polski lekkoatleta, prawnik (zm. 1978)
  - Radhabai Subbarayan, indyjska polityczka (zm. 1960)
- 23 kwietnia – Siergiej Prokofjew, kompozytor rosyjski (zm. 1953)
- 30 kwietnia – Zygmunt Zabierzowski, polski prawnik, komisarz rządu w Gdyni (zm. 1937)
- 1 maja – Charley Patton, amerykański muzyk bluesowy (zm. 1934)
- 3 maja - Franciszek Barteczek, polski nauczyciel i działacz społeczny, kapitan piechoty WP, jeden z przywódców przewrotu w Cieszynie w 1918 (zm. 1983)
- 13 maja – Zofia Stryjeńska, polska malarka, graficzka i literatka (zm. 1976)
- 15 maja (3 maja ss) – Michaił Bułhakow, dramatopisarz i prozaik rosyjski (zm. 1940)
- 17 maja – Sławomir Użupis, kapitan piechoty Wojska Polskiego (zm. 1920)
- 18 maja – Rudolf Carnap, niemiecki filozof, logik i matematyk (zm. 1970)
- 20 maja - Helena Halecka, polska historyk (zm. 1964)
- 22 maja – Johannes Becher, niemiecki poeta, krytyk literacki, redaktor i polityk (zm. 1958)
- 24 maja – Wincenty Maria Izquierdo Alcón, hiszpański duchowny katolicki, męczennik, błogosławiony (zm. 1936)
- 25 maja – Mieczysław Świerz, polski taternik, nauczyciel (zm. 1929)
- 26 maja – Paul Lukas, amerykański aktor pochodzenia węgierskiego (zm. 1971)
- 28 maja – Bahauddin Churszyłow, pułkownik kontraktowy kawalerii Wojska Polskiego (zm. ?)
- 5 czerwca - Helena Sparrow, polska bakteriolog, mikrobiolog, wykładowczyni akademicka pochodzenia brytyjskiego (zm. 1970)
- 9 czerwca – Cole Porter, amerykański kompozytor i autor piosenek (zm. 1964)
- 13 czerwca – Antoni Pączek, polski polityk, samorządowiec, prezydent Lublina (zm. 1952)
- 19 czerwca - Anna Minkowska, polska historyk (zm. 1969)
- 24 czerwca – Irving Pichel, amerykański aktor i reżyser filmowy (zm. 1954)
- 29 czerwca – Piotr Urbańczyk, polski policjant, ofiara zbrodni katyńskiej (zm. 1940)[1]
- 1 lipca:
  - Nicolás Franco, hiszpański generał, inżynier, brat Francisco (zm. 1977)
  - Jan Hirsz, polski chorąży piechoty (zm. 1920)
- 8 lipca – Josef Hora, czeski poeta (zm. 1945)
- 13 lipca – Seweryna Broniszówna, polska aktorka pochodzenia żydowskiego (zm. 1982)
- 21 lipca – Marcel-Frédéric Lubin-Lebrère, francuski rugbysta, medalista olimpijski (zm. 1972)
- 23 lipca – Kurt Bergström, szwedzki żeglarz, medalista olimpijski (zm. 1955)
- 3 sierpnia – Wawrzyniec Mazany, polski kapitan, żołnierz ZWZ (zm. 1942)
- 7 sierpnia – Wacław Pająk, polski malarz (zm. 1926)
- 19 sierpnia – Andrij Bratuń, ukraiński polityk (zm. po 1932)
- 22 sierpnia – Irena Stefani, włoska zakonnica, pielęgniarka, misjonarka, błogosławiona katolicka (zm. 1930)
- 23 sierpnia - Anna Ludwika Czerny, polska poetka, powieściopisarka (zm. 1968)
- 25 sierpnia:
  - Gustaw Morcinek, polski pisarz (zm. 1963)
  - Wacław Wąsowicz, polski malarz, grafik (zm. 1942)
- 30 sierpnia – Herbert Westermark, szwedzki żeglarz, medalista olimpijski (zm. 1981)
- 3 września – Marcel Grandjany, francusko-amerykański harfista, kompozytor i pedagog (zm. 1975)
- 5 września – Stefan Szczęsny, polski żołnierz i działacz polityczny (zm. 1963)
- 6 września – Yrjö Väisälä, fiński geodeta i astronom (zm. 1971)
- 9 września – Wacław Majewski, polski duchowny katolicki, biskup pomocniczy warszawski (zm. 1983)
- 16 września:
  - Rudolf Ksander, podpułkownik Wojska Polskiego, kawaler Virtuti Militari (zm. ?)
  - Czesław Marek, polski kompozytor, pianista (zm. 1985)
- 19 września – Edward Jakóbowicz, kapitan saperów inżynier Wojska Polskiego, kawaler Orderu Virtuti Militari (zm. ?)
- 20 września – Tadeusz Lehr-Spławiński, polski językoznawca (zm. 1965)
- 25 września – Jan Maria od Krzyża (Marian García Méndez), hiszpański sercanin, męczennik, błogosławiony katolicki (zm. 1936)
- 30 września – Antoni Bolt, polski polityk, prezydent Torunia (zm. 1941)
- 6 października – Kálmán Kalocsay, węgierski esperantysta, pisarz, tłumacz, językoznawca i chirurg (zm. 1976)
- 7 października – Jan Korkozowicz, polski oficer, kawaler Orderu Virtuti Militari (zm. 1968)
- 10 października – Bolesław Barbacki, polski malarz (zm. 1941)
- 12 października – Edyta Stein, znana jako św. Teresa Benedykta od Krzyża – filozof, święta Kościoła rzymskokatolickiego (zm. 1942)
- 13 października – Roman Cieszyński, rotmistrz Wojska Polskiego (zm. 1925)
- 20 października – James Chadwick, brytyjski fizyk, laureat Nagrody Nobla w 1935 roku (zm. 1974)
- 4 listopada:
  - Maria Maravillas od Jezusa, hiszpańska karmelitanka, święta katolicka (zm. 1974)
  - Piotr Miętkiewicz, polski pedagog, prezydent Bytomia (zm. 1957)
- 11 listopada – Grunia Suchariewa, radziecka psychiatra dziecięca (zm. 1981)
- 14 listopada:
  - Frederick Banting, kanadyjski fizjolog, odkrywca insuliny, noblista (zm. 1941)
  - Stanisław Ujejski, generał brygady obserwator Wojska Polskiego (zm. 1980)
- 15 listopada – Erwin Rommel, feldmarszałek Trzeciej Rzeszy (zm. 1944)
- 17 listopada:
  - Franz Jakob, niemiecki polityk, nadburmistrz Torunia (zm. 1965)
  - Herbert S. Walters, amerykański polityk, senator ze stanu Tennessee (zm. 1973)
- 20 listopada – Einar Berntsen, norweski żeglarz, medalista olimpijski (zm. 1965)
- 24 listopada – Maria Pawlikowska-Jasnorzewska, polska pisarka (zm. 1945)
- 26 listopada – Scott Bradley, amerykański kompozytor, pianista i dyrygent (zm. 1977)
- 27 listopada – Edward Makowski, polski działacz niepodległościowy i oficer (zm. 1940)
- 8 grudnia – Maria Łaszkiewicz, polska twórczyni tkaniny artystycznej, reprezentantka polskiej szkoły tkaniny (zm. 1981)
- 10 grudnia – Nelly Sachs, poetka niemiecka (zm. 1970)
- 12 grudnia – Wacław Budzyński, oficer armii polskiej, polski dziennikarz, pisarz, poseł II RP, organizator Agencji Antymasońskiej (zm. 1939)
- 14 grudnia – Thor Ørvig, norweski żeglarz, medalista olimpijski (zm. 1965)
- 17 grudnia – Hu Shi (chin. upr. 胡适), chiński filozof, poeta i pisarz (zm. 1962)
- 19 grudnia – Edward Bernard Raczyński, polski polityk, prezydent (zm. 1993)
- 26 grudnia – Henry Miller, prozaik amerykański (zm. 1980)
- data dzienna nieznana: 
  - Andrzej Wang Tianqing, chiński męczennik, święty katolicki (zm. 1900)
  - Anna Zdziarkówna, polska działaczka ruchu muzycznego (zm. po 1963)

## Zdarzenia astronomiczne
- W tym roku Słońce osiągnęło lokalne maksimum aktywności.

## Święta ruchome
- Tłusty czwartek: 5 lutego
- Ostatki: 10 lutego
- Popielec: 11 lutego
- Niedziela Palmowa: 22 marca
- Wielki Czwartek: 26 marca
- Wielki Piątek: 27 marca
- Wielka Sobota: 28 marca
- Wielkanoc: 29 marca
- Poniedziałek Wielkanocny: 30 marca
- Pamiątka śmierci Jezusa Chrystusa: 21 kwietnia
- Wniebowstąpienie Pańskie: 7 maja
- Zesłanie Ducha Świętego: 17 maja
- Boże Ciało: 28 maja